# Абди, Джилали
Джилали Абди (25 ноября 1943, Сиди-Бель-Аббес — 2 февраля 2022) — алжирский футболист, выступал за «УСМ Бел-Аббес» и национальную сборную Алжира.

## Биография
В период с 1967 по 1969 год Джилали Абди сыграл шесть матчей за сборную Алжира, забив один гол. Свой первый матч за сборную он сыграл 9 апреля 1967 года против Буркина-Фасо (победа 3:1). Он участвовал со сборной в Кубке африканских наций 1968 года, где Алжир одержал лишь одну победу над Угандой и выбыл с группы с третьего места. Свой последний матч он провёл 23 марта 1969 года против Марокко (поражение 1:0).
На клубном уровне он провёл всю свою карьеру в команде «УСМ Бел-Аббес», где отыграл 14 сезонов. В 1990—1992 годах возглавлял этот клуб в качестве тренера. В 1991 году привёл команду к победе в Кубке Алжира.
Он умер 2 февраля 2022 года в возрасте 78 лет.